# Quercus laurina
Quercus laurina, és una espècie d'arbre que pertany a la família de les fagàcies. Està classificada en la secció dels roures vermells d'Amèrica del Nord, Centreamèrica i el nord d'Amèrica del Sud que tenen els estils llargs, les glans maduren en 18 mesos i tenen un sabor molt amarg. Les fulles solen tenir lòbuls amb les puntes afilades, amb truges o amb pues en el lòbul. S'hibrida amb Quercus affinis.

## Descripció
És un arbre que assoleix una grandària de 4 a 20 m d'altura, de vegades més alt, amb les seves branques cobertes de petits pèls. Les seves fulles que tenen un suport curt, alguna cosa rígides, allargades i acaben en punta, amb la seva vora engrossida o dentat i ambdues cares lluents. La cara d'inferior té flocs de pèls en les aixelles entre les venes laterals i el nervi central. Les flors estan solitàries o en grups de 3. Els seus fruits són glans solitàries o en parells, gairebé rodones.

## Distribució i hàbitat
Espècie originària de Mèxic, que creix en clima temperat entre els 2600 i els 2700 msnm. Està associada a boscos d'alzinars i de pins.

## Farmacologia
A l'Estat de Mèxic i Morelos és comú usar aquesta planta per “enfortir les dents fluixes” i evitar el sagnat de les genives. Amb aquest propòsit, es fan esbandides bucals amb la infusió de l'escorça més ossos d'alvocat o de zapote (spp. n/r), s'usa diverses vegades al dia; o bé, s'aconsella simplement mastegar l'escorça fresca del capulincillo.
S'esmenta que la infusió de l'escorça, a més, evita la caiguda del cabell per mitjà de rentats que es fan diverses vegades a la setmana.
Es recomana l'ocupació d'aquesta planta per tractar la diarrea, afeccions dels ronyons, tos, sarna, hemorràgia, o en casos d'atac (semblant a l'esglai «hi ha marejos, somnolència i formigueja el cos»). La Societat Farmacèutica de Mèxic, al segle xx l'assenyala per a l'asma i com a estimulant.

## Taxonomia
Quercus laurina va ser descrita per Aimé Bonpland i publicat a Plantae Aequinoctiales 2: 32, pl. 80. 1809.
Etimologia
Quercus: nom genèric del llatí que designava igualment al roure i a l'alzina.
laurina: epítet llatí que significa similar al llorer.
Sinonímia

- Dryopsila laurina (Bonpl.) Raf.
- Quercus barbinervis Benth.
- Quercus bourgaei Oerst. exHemsl.
- Quercus bourgaei Oerst. exTrel.
- Quercus bourgaei var. ilicifolia Trel.
- Quercus caeruleocarpa Trel.
- Quercus castanea var. tridens (Bonpl.) A.dc.
- Quercus chrysophylla Bonpl.
- Quercus lanceolata Bonpl.
- Quercus lanceolata M. Martens & Galeotti
- Quercus major (A.dc.) Trel.
- Quercus malinaltepecana Trel.
- Quercus nitens var. major A.dc.
- Quercus orizabae Liebm.
- Quercus roseovenulosa Trel.
- Quercus salicifolia Benth.
- Quercus tlapuxahuensis A.dc.
- Quercus treleaseana A.Camus
- Quercus tridens Bonpl.[3][4]